# Oeneis daisetsuzana
Oeneis daisetsuzana är en fjärilsart som beskrevs av Matsumura 1926. Oeneis daisetsuzana ingår i släktet Oeneis och familjen praktfjärilar. Inga underarter finns listade i Catalogue of Life.